# Copa dos Presidentes da AFC de 2010
A Copa dos Presidentes da AFC de 2010 foi a sexta edição do torneio, é uma competição para os clubes de futebol de países classificados como "países emergentes" pela Confederação Asiática de Futebol. Onze equipes disputaram o título e foram divididos em três grupos, jogando cada equipa com os outros do seu grupo em turno único. O vencedor de cada grupo e o melhor segundo colocado se classificaram para as semifinais e os vencedores das semifinais fizeram a final para determinar o vencedor.

## Sorteio dos grupos
O sorteio dos grupos para a Copa dos Presidentes da AFC de 2010 foi realizada na sede da AFC em 5 de março, às 15:00h (hora local).

## Fase de grupos

### Grupo A
| Equipe          | Pts | J | V | E | D | GP | GC | SG |
| --------------- | --- | - | - | - | - | -- | -- | -- |
| Dordoi-Dynamo   | 7   | 3 | 2 | 1 | 0 | 8  | 0  | +8 |
| Abahani Limited | 5   | 3 | 1 | 2 | 0 | 2  | 0  | +2 |
| New Road Team   | 3   | 3 | 1 | 0 | 2 | 4  | 8  | −4 |
| Hasus NTCPE     | 1   | 3 | 0 | 1 | 2 | 3  | 9  | −6 |

| 12 de Maio de 2010 | Dordoi-Dynamo                                        | 5 - 0     | Hasus NTCPE | Bangabandhu National Stadium, Dhaka      |
| 16:00 UTC+6        | Tetteh 14', 45+3' · Amirov 76', 90' · Muladjanov 82' | Relatório |             | Público: 1,000 Árbitro: IND Pratap Singh |

| 12 de Maio de 2010 | Abahani Limited    | 2 - 0     | New Road Team | Bangabandhu National Stadium, Dhaka      |
| 19:00 UTC+6        | Haq 28', 70' (pen) | Relatório |               | Público: 5,500 Árbitro: KOR Kim Sang Woo |

| 14 de Maio de 2010 | New Road Team | 0 - 3     | Dordoi-Dynamo      | Bangabandhu National Stadium, Dhaka       |
| 16:00 UTC+6        |               | Relatório | Volos 6', 75', 86' | Público: 1,500 Árbitro: THA Apisit Aonrak |

| 14 de Maio de 2010 | Hasus NTCPE | 0 - 0     | Abahani Limited | Bangabandhu National Stadium, Dhaka             |
| 19:00 UTC+6        |             | Relatório |                 | Público: 2,500 Árbitro: TJK Dilovarshoh Orzuyev |

| 16 de Maio de 2010 | Hasus NTCPE                            | 3 - 4     | New Road Team                                             | Bangabandhu National Stadium, Dhaka     |
| 16:00 UTC+6        | Su De-Cai 17', 58' · Chen Po-Liang 61' | Relatório | Shrestha 43' · Shayan 45+2' · Sinkemana 77' · Neupane 81' | Público: 600 Árbitro: THA Apisit Aonrak |

| 16 de Maio de 2010 | Abahani Limited | 0 - 0     | Dordoi-Dynamo | Bangabandhu National Stadium, Dhaka      |
| 19:00 UTC+6        |                 | Relatório |               | Público: 2,000 Árbitro: KOR Kim Sang Woo |

### Grupo B
| Equipe              | Pts | J | V | E | D | GP | GC | SG  |
| ------------------- | --- | - | - | - | - | -- | -- | --- |
| Vakhsh Qurghonteppa | 9   | 3 | 3 | 0 | 0 | 10 | 0  | +10 |
| KRL FC              | 3   | 3 | 1 | 0 | 2 | 3  | 4  | −1  |
| Naga Corp           | 3   | 3 | 1 | 0 | 2 | 5  | 7  | −2  |
| Renown Sports Club  | 3   | 3 | 1 | 0 | 2 | 4  | 11 | −7  |

| 10 de Maio de 2010 | Naga Corp    | 1 - 2     | KRL FC        | Aung San Stadium, Yangon                |
| 15:30 UTC+6:30     | Chen Chum 9' | Relatório | Ullah 4', 30' | Público: 300 Árbitro: BHR Salah Mohamed |

| 10 de Maio de 2010 | Vakhsh Qurghonteppa                                                 | 6 - 0     | Renown Sports Club | Thuwunna Stadium, Yangon                  |
| 16:00 UTC+6:30     | Usmonov 57', 72', 82' · Negmatov 59' · Hakimov 60' · Hamrakulov 75' | Relatório |                    | Público: 200 Árbitro: IRN Hedayat Mombeni |

| 12 de Maio de 2010 | KRL FC | 0 - 1     | Vakhsh Qurghonteppa | Aung San Stadium, Yangon              |
| 15:30 UTC+6:30     |        | Relatório | Usmonov 63'         | Público: 200 Árbitro: BAN Azad Rahman |

| 12 de Maio de 2010 | Renown Sports Club                    | 2 - 4     | Naga Corp                         | Thuwunna Stadium, Yangon                   |
| 16:00 UTC+6:30     | Izzathul Anam 72' · Shanmugarajah 88' | Relatório | Vathanak 8', 13', 29' · Sambo 90' | Público: 50 Árbitro: KUW Ali Mahmut Shaban |

| 14 de Maio de 2010 | Vakhsh Qurghonteppa                        | 3 - 0     | Naga Corp | Thuwunna Stadium, Yangon                |
| 15:30 UTC+6:30     | Sodikov 44' · Usmonov 64' · Hamrakulov 75' | Relatório |           | Público: 100 Árbitro: BHR Salah Mohamed |

| 14 de Maio de 2010 | KRL FC    | 1 - 2     | Renown Sports Club                    | Aung San Stadium, Yangon                  |
| 15:30 UTC+6:30     | Ahmed 80' | Relatório | Fazlur Rahman 56' · Shanmugarajah 69' | Público: 100 Árbitro: IRN Hedayat Mombeni |

### Grupo C
| Equipe       | Pts | J | V | E | D | GP | GC | SG  |
| ------------ | --- | - | - | - | - | -- | -- | --- |
| Yadanabon    | 4   | 2 | 1 | 1 | 0 | 11 | 0  | +11 |
| HTTU Aşgabat | 4   | 2 | 1 | 1 | 0 | 8  | 0  | +8  |
| Druk Star FC | 0   | 2 | 0 | 0 | 2 | 0  | 19 | −19 |

| 9 de Maio de 2010 | HTTU Aşgabat                                                                              | 8 - 0     | Druk Star FC | Thuwunna Stadium, Yangon               |
| 16:00 UTC+6:30    | Sarkisow 20' · Amanow 40', 83' · Şamyradow 56' (pen), 86', 89' (pen), 90+1' · Gazakow 88' | Relatório |              | Público: 500 Árbitro: KOR Ko Hyung Jin |

| 11 de Maio de 2010 | Druk Star FC | 0 - 11    | Yadanabon | Thuwunna Stadium, Yangon                     |
| 16:00 UTC+6:30     |              | Relatório | Aung Kyaw Moe 4' · Paing Soe 18', 26', 28', 34' · Yan Paing 20', 33', 43' · Ye Zaw Htet Aung 24' · Aye Moe 60' · Htet Naing Win 69' | Público: 5,000 Árbitro: BHR Ebrahim Zakareya |

| 13 de Maio de 2010 | Yadanabon | 0 - 0     | HTTU Aşgabat | Thuwunna Stadium, Yangon                |
| 16:00 UTC+6:30     |           | Relatório |              | Público: 10,000 Árbitro: HKG Ng Kai Lam |

### Melhor 2º colocado
O melhor segundo colocado entre os três grupos classifica-se para as semi-finais. Porque o Grupo C é composto por apenas três equipes, logo os jogos contra as equipes em quarto lugar nos outros grupos foram excluídos para a seguinte comparação.
| Grupo | Equipe          | Pts | J | V | E | D | GP | GC | SG |
| ----- | --------------- | --- | - | - | - | - | -- | -- | -- |
| C     | HTTU Aşgabat    | 4   | 2 | 1 | 1 | 0 | 8  | 0  | +8 |
| A     | Abahani Limited | 4   | 2 | 1 | 1 | 0 | 2  | 0  | +2 |
| B     | KRL FC          | 3   | 2 | 1 | 0 | 1 | 2  | 2  | 0  |

## Semifinal
A Fase Final da competição ocorreu em Mianmar nos dias 24-26 de setembro. O sorteio da semifinal aconteceu em 11 de julho.
| 24 de Setembro de 2010 | Vakhsh Qurghonteppa | 0 - 2     | Yadanabon                         | Thuwunna Stadium, Yangon                                |
| 15:30                  |                     | Relatório | Yan Paing 44' · Aung Kyaw Moe 77' | Público: 18,400 Árbitro: IRN Mozaffarizadeh Yazdi Saeid |

| 24 de Setembro de 2010 | Dordoi-Dynamo Naryn                   | 2 - 0     | HTTU Aşgabat | Thuwunna Stadium, Yangon                             |
| 19:00                  | David Tetteh 71' · Mirlan Murzaev 72' | Relatório |              | Público: 550 Árbitro: BHR Ali Hasan Ebrahim Abulnabi |

## Final
| 26 de Setembro de 2010 | Yadanabon | 1 - 0 (pro) | Dordoi-Dynamo | Thuwunna Stadium, Yangon                            |
| 15:30                  | Kone 98'  | Relatório   |               | Público: 23,720 Árbitro: MAS Subkhiddin Mohd Salleh |

### Campeão
| Copa dos Presidentes da AFC de 2010 |
| ----------------------------------- |
| Yadanabon FC Campeão 1º título      |